# Baguio
Baguio é uma cidade de primeira classe de renda da cidade na província Região Administrativa de Cordillera, nas Filipinas. De acordo com o censo de 1 maio  de  2020 possui uma população de 366 358 pessoas e 100 220 domicílios.
Ela está localizada a 1500 metros acima do nível do mar.
A cidade chegou a ter uma certa notoriedade pelo Campeonato Mundial de Xadrez de 1978, entre o então atual titular e campeão mundial Anatoly Karpov, da antiga União Soviética e de seu antigo companheiro, Viktor Korchnoi.

## Atrações
- Burnham Park
- Baguio mercado público
- Burnham Park
- A Mansion House
- Minas View Park
- Jardim Botânico
- Mansion House
- Lourdes Grotto
- Halsema Mountain Trail

## Cidades-irmãs
- Cuzco, Peru
- Havana, Cuba
- Honolulu, Havaí